# Louis Michel Antoine Sahuc
Louis Michel Antoine Sahuc, né le 7 janvier 1755 à Mello en Île-de-France et mort le 24 octobre 1813 à Francfort-sur-le-Main, dans le grand-duché de Francfort, est un général et homme politique français de la Révolution et de l’Empire. Il s'engage dans l'armée royale en 1772 et y sert pendant vingt ans. Promu à la tête d'un régiment de cavalerie puis au grade de général de brigade au cours de la Révolution française, il poursuit sa carrière sous le Premier Empire, d'abord au commandement d'une brigade de cavalerie en 1805, d'une division de dragons de 1806 à 1807 et enfin d'une division de cavalerie légère en Italie et à la bataille de Wagram en 1809. Quelques années plus tard, il se lance en politique, mais est bientôt rappelé à l'armée et succombe au typhus en Allemagne en 1813. Son nom est inscrit sous l'arc de triomphe de l'Étoile.

## Biographie

### Dans les armées royale et révolutionnaire
Louis Michel Antoine Sahuc naît le 7 janvier ou le 9 septembre 1755 à Mello, en Île-de-France. Le 2 août 1772, alors âgé de 17 ans, il s'engage au régiment Royal-Lorraine cavalerie, où il obtient ses galons de lieutenant le 30 août 1789. En 1792, il est aide de camp du général François Jarry de Vrigny de La Villette à l'armée du Nord. Il participe aux campagnes de la République et est présent à la bataille de Valmy le 20 septembre 1792. En récompense de ses services, il est fait chevalier de Saint-Louis, puis chef de brigade du 1er régiment de chasseurs à cheval le 10 juillet 1794. En 1799, Sahuc se signale à Emmengen où il est blessé d'un coup de lance en mettant en déroute 400 uhlans auxquels il prend 30 prisonniers. Il décroche ses épaulettes de général de brigade le 21 avril 1799. Lors de la campagne de Suisse en 1800, il se distingue à Engen le 3 mai.

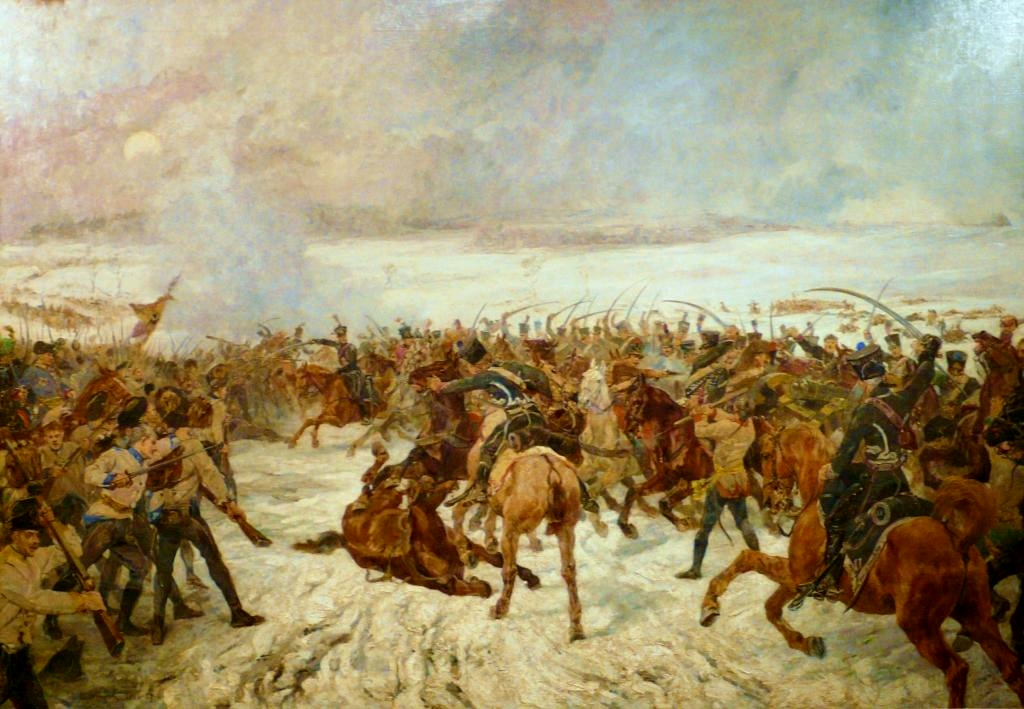
Le 11e chasseurs à cheval à Hohenlinden, le 3 décembre 1800.

Lors de la bataille de Hohenlinden le 3 décembre, Sahuc sert comme brigadier dans la division du général Antoine Richepance. Ce dernier a sous ses ordres quatre régiments de cavalerie, les 1er et 20e chasseurs à cheval, le 5e hussards et le 10e de cavalerie, un bataillon de la 14e légère et les 8e, 27e et 48e demi-brigades de ligne. Le 1er chasseurs mène l'attaque de la division Richepance sur le flanc autrichien et est, à ce titre, l'une des premières unités françaises engagées dans la mêlée. Plus tard dans la journée, Sahuc et son camarade brigadier Jean-Baptiste Drouet livrent un rude combat face au corps autrichien du général Johann von Riesch. La bataille s'achève finalement sur une victoire décisive des Français.
Au cours de la poursuite qui suit la bataille de Hohenlinden, Richepance remporte quelques succès notables contre les troupes autrichiennes en retraite. À Neumarkt am Wallersee, le 16 décembre 1800, Sahuc charge à la tête du 1er chasseurs, soutenu par la 48e demi-brigade de ligne, et disperse les Autrichiens qui perdent 500 hommes. Le lendemain, à Frankenmarkt, les Autrichiens accusent encore 2 650 pertes, pour la plupart des prisonniers ; 700 cuirassiers, acculés à une rivière, doivent déposer les armes à Schwanenstadt le 18 ; le même jour, à Vöcklabruck, les Français capturent en outre le général autrichien Franz Löpper, deux canons et nombre de fantassins. Sahuc, qui a sous son commandement la 48e de ligne, la 14e légère et les 1er et 20e chasseurs, assiste à cette affaire ainsi qu'à celle de Lambach le 19, où 1 450 soldats du régiment d'infanterie no 12 Manfreddini et 500 wagons se rendent à lui et au colonel Jacques Thomas Sarrut.

### D'Austerlitz à Mohrungen

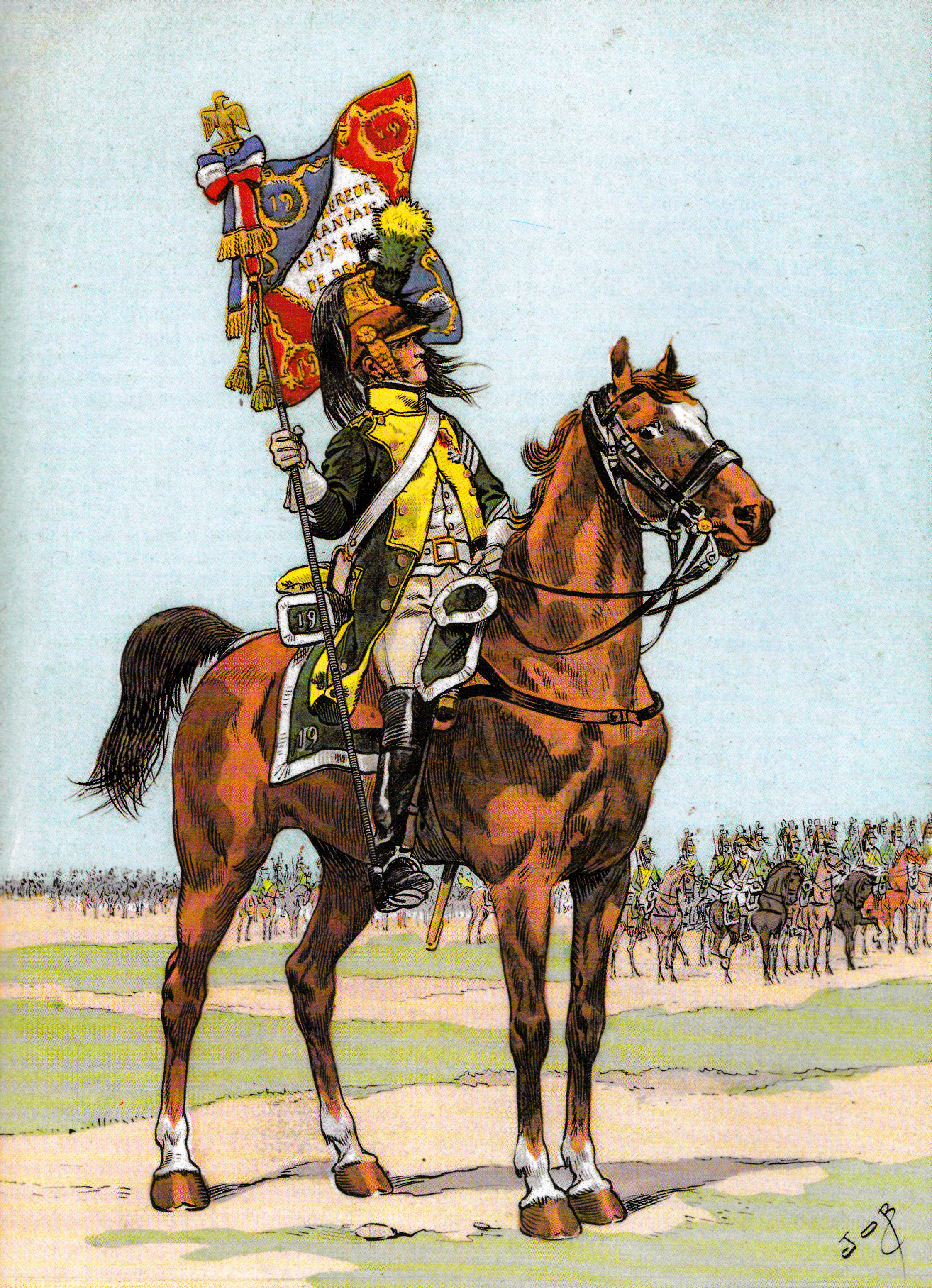
Maréchal des logis-chef porte-aigle du, 1805, par Job. Le régiment est à la division Sahuc pendant les campagnes de 1806 à 1807.

Sahuc accède au Tribunat le 27 mars 1802 et y défend des positions bonapartistes enthousiastes. Il vote notamment pour l’établissement de l’Empire, avant de devenir questeur de l'institution où il siège jusqu'en 1808. Fait chevalier de la Légion d'honneur le 26 novembre 1803, il est commandeur de l'ordre le 14 juin 1804.
Il reprend du service actif en 1805 à l'occasion de la campagne d'Autriche. Affecté à la 4e division de dragons du général de division François Antoine Louis Bourcier, il est placé à la tête d'une brigade formée des 15e et 17e régiment de dragons, à raison de trois escadrons par régiment. Les deux autres brigades comprennent le 18e et le 19e régiment de dragons, sous le général Jean-Baptiste Antoine Laplanche, et les 25e et 27e dragons aux ordres du général Jean Christophe Collin de Verdière. Au total, la division aligne 2 500 cavaliers et trois pièces d'artillerie. La brigade Sahuc participe activement à la bataille de Haslach-Jungingen le 11 octobre 1805, y perdant deux aigles et un grand nombre de soldats. Elle prend également part à la bataille d'Austerlitz le 2 décembre.
Napoléon élève Sahuc au grade de général de division le 4 janvier 1806. À ce titre, il commande les 2 600 dragons de la 4e division pendant la campagne de Prusse et de Pologne de 1806 à 1807. Cette dernière inclut les 17e et 27e dragons (1re brigade), les 18e et 19e dragons (2e brigade) et les 15e et 25e dragons (3e brigade). Le général Laplanche dirige la 2e brigade tandis que les deux autres brigadiers ne sont pas connus. Les cavaliers de Sahuc marchent avec le 1er corps du maréchal Bernadotte et ratent par conséquent les batailles d'Iéna et d'Auerstaedt les 14 octobre 1806. Ils se joignent peu après à la poursuite des Prussiens de Blücher vers le nord avec le 4e corps de Soult et atteignent Rathenow le 1er novembre. L'effectif de la division Sahuc est alors estimé à 2 550 hommes. Le 6 novembre, le général est présent avec Soult et Murat lors de la bataille de Lübeck où il prend position à l'entrée sud-est de la ville. Une fois la porte saisie, la cavalerie française débouche dans les rues et contribue à la capture du régiment d'infanterie no 7 Owstein. Sahuc assiste également à la bataille de Mohrungen, le 25 janvier 1807, avec la 1re brigade du général Pierre Margaron et la 2e brigade de Laplanche. Il est fait baron de l'Empire le 24 juin 1808.

### À la tête d'une division de cavalerie légère

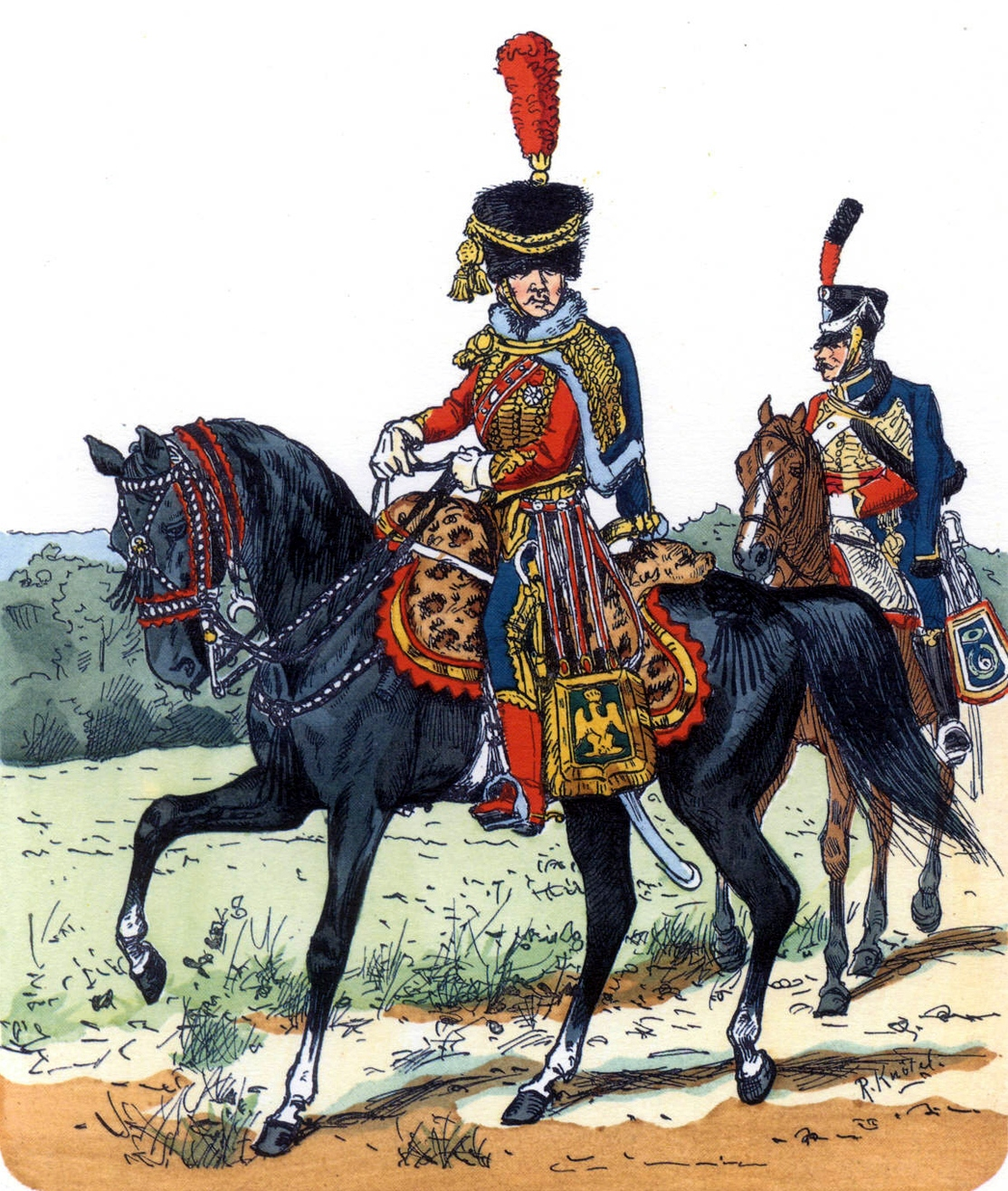
Officier et soldat du 6e régiment de hussards, par Richard Knötel. L'unité sert dans la division Sahuc lors de la campagne de 1809 en Italie.

À l'ouverture de la guerre de la cinquième coalition en 1809, Sahuc prend le commandement de la division de cavalerie légère de l'armée d'Italie, sous la direction d'ensemble du vice-roi Eugène de Beauharnais. Les troupes sous son autorité comprennent le 6e hussards, les 6e, 8e et 25e chasseurs à cheval et une batterie d'artillerie à cheval de 4 livres. Alors qu'il dirige les 4 800 hommes de l'avant-garde — deux régiments de cavalerie et le 35e de ligne —, il se heurte à Pordenone au corps autrichien de Frimont, fort de 5 900 soldats. Les hostilités commencent le 15 avril 1809 à 6 h du matin. Sahuc tente de déployer sa cavalerie au nord de la ville mais Frimont l'intercepte par le flanc et met les Français en déroute. Le 35e, piégé dans Pordenone, perd 500 tués ou blessés et est pratiquement détruit ; de plus, 2 000 prisonniers, une aigle et quatre canons sont pris par les Autrichiens qui ne comptent que 253 pertes,. Le lendemain, au cours de la bataille de Sacile, Eugène refuse d'engager la division Sahuc face à la nette supériorité de la cavalerie autrichienne. Le vice-roi ayant finalement ordonné la retraite, Sahuc doit se contenter de caracoler devant les Autrichiens pour couvrir le repli des divisions Grenier et Broussier. 
Malgré sa défaite, Eugène reprend l'offensive quelque temps plus tard. Les 7 et 8 mai 1809 a lieu la bataille de la Piave. Les divisions de cavalerie des généraux Sahuc et Charles Joseph de Pully traversent le Piave sur la droite tandis que les voltigeurs de la division Dessaix le franchissent au centre. Les deux divisions de cavalerie repoussent la brigade autrichienne Kalnássy puis foncent au secours de Dessaix. Formée en carrés, l'infanterie légère refoule une charge de la cavalerie adverse mais est prise pour cible par une batterie autrichienne et essuie de lourdes pertes. L'entrée en action de 20 pièces d'artillerie françaises stabilise la situation. Alors que la canonnade fait rage de part et d'autre, Sahuc positionne imprudemment sa division de telle sorte que des boulets destinés à l'infanterie font quelques dégâts parmi ses cavaliers. Les Autrichiens lancent ensuite une deuxième attaque mais une contre-attaque de la cavalerie légère de Sahuc et les dragons de Pully renversent les assaillants. Dans la foulée, les cavaliers français submergent une batterie autrichienne et lui enlèvent 14 canons. Le chef de la cavalerie autrichienne, Christian Wolfskeel von Reichenberg, est tué en duel singulier par un dragon de Pully. À la suite de ce succès, Sahuc peine à rallier sa division et une contre-charge de Hongrois met en déroute le 8e chasseurs. Les trois autres colonels de sa division s'élancent alors avec leur régiment respectif et tombent sur les Hongrois qui sont refoulés à leur tour. Sa cavalerie étant devenue inopérante, l'archiduc Jean d'Autriche se contente d'adopter une posture défensive avant de battre en retraite, concédant la victoire aux Français.

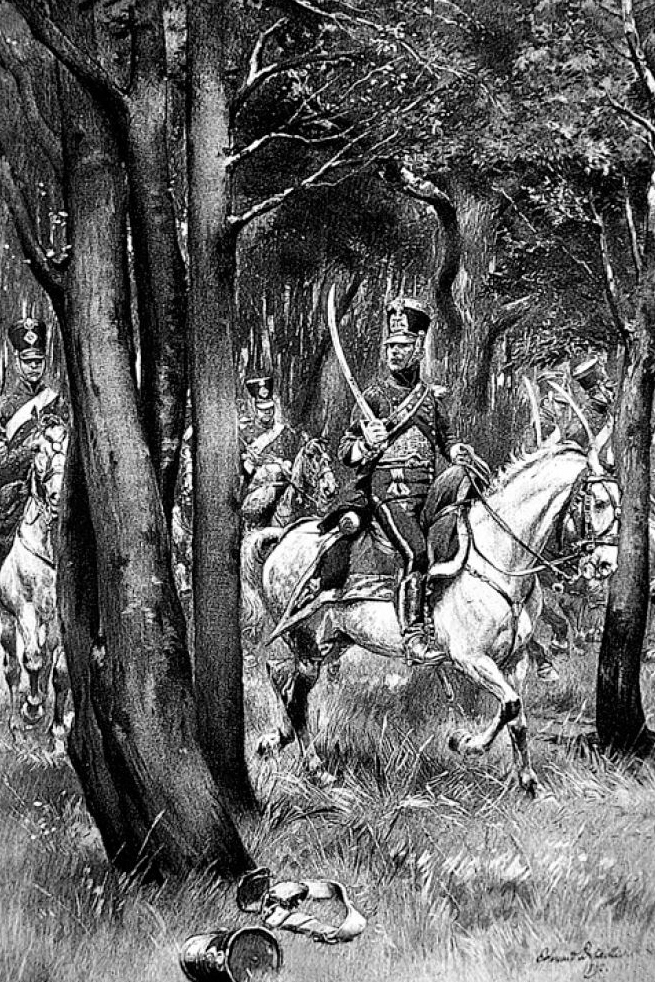
Chasseurs à cheval français en reconnaissance pendant la campagne de 1809, par Édouard Detaille.

Après sa défaite sur le Piave, l'archiduc tente de rejoindre le gros de l'armée autrichienne en Autriche, mais Eugène le rattrape et le force à livrer bataille le 14 juin sous les murs de Raab. Sahuc ne dispose pour cet affrontement que de deux régiments, les 8e et 25e chasseurs à cheval,. Tandis que sur la droite les cavaliers de Grouchy et de Montbrun disloquent les masses autrichiennes qui leur font face, la division Sahuc reste passive sur la gauche. Ce n'est que vers la fin de la bataille, alors que les Autrichiens entament leur repli, qu'elle se lance à la poursuite de l'armée de l'archiduc Jean. Ses deux régiments de chasseurs tombent bientôt sur la milice insurrectionnelle hongroise formée en carrés. Malgré un feu très décousu, cette dernière parvient à repousser une première charge désordonnée des cavaliers français. Au cours de la deuxième charge, mieux organisée, un détachement de chasseurs s'acharne sur la face d'un des carrés et parvient à le rompre. Frustrés par leur précédent échec, les cavaliers français massacrent sans merci les Hongrois sans défense, tuant également ceux qui tentent de se rendre.  
Vainqueur à Raab, Eugène fait sa jonction avec la Grande Armée de Napoléon peu avant la bataille de Wagram. Sahuc adresse un discours emphatique à ses cavaliers alors qu'ils s'apprêtent à franchir le Danube. Il déploie ensuite les trois régiments de sa division, les 6e, 8e et 9e chasseurs, avec lesquels il lance une première attaque au matin du 5 juillet. La charge semble d'abord réussir et les chasseurs de Sahuc enfoncent un bataillon autrichien. Surviennent alors les chevau-légers du régiment no 4 Vincent qui, par une charge de flanc, repoussent les cavaliers français. Privé du soutien de la cavalerie, l'infanterie française doit reculer sous le poids de la contre-attaque autrichienne. Ce premier assaut se solde donc par un échec, les Français ayant été ramenés sur leurs positions de départ après avoir subi des pertes sévères. Au crépuscule, les hommes de Sahuc s'en prennent une nouvelle fois à la cavalerie autrichienne, délivrant d'abord une volée avec leurs carabines et leurs pistolets avant d'engager un combat au sabre. Si les chevau-légers autrichiens, vêtus de blanc, constituent des cibles parfaites dans l'obscurité, Sahuc doit néanmoins abandonner le terrain après avoir perdu deux de ses trois colonels dans la mêlée. Le 6 juillet, sa cavalerie flanque la gigantesque colonne du général Macdonald au moment d'attaquer le centre autrichien.

### Dernières années
Député de l'Oise au Corps législatif du 1er juillet 1809 au 1er juillet 1812,, Sahuc est ensuite nommé inspecteur du dépôt de Limoges. Il finit sa carrière comme inspecteur général des dépôts et hôpitaux entre le Rhin et l'Oder. C'est à ce poste qu'il contracte le typhus auquel il succombe le 24 octobre 1813 à Francfort-sur-le-Main. Son nom est inscrit sur la 7e colonne de l'arc de triomphe de l'Étoile, pilier Nord.

## Considérations
L'historien Alain Pigeard cite une pièce d'archive qui décrit le général Sahuc de la manière suivante : « très instruit, d'une excellente moralité et de très bon exemple. Bon officier de troupes légères ». Sahuc est toutefois tenu en piètre estime par l'Empereur après sa défaite à Pordenone pendant la campagne de 1809. Le 10 mai, il écrit à Eugène de Beauharnais : « il paraît que le 35e régiment de ligne a été isolé et cerné par l'ennemi. Il est de principe à la guerre qu'une arrière-garde doit être composée de 10 ou 12 000 hommes. Faîtes-moi connaître si le général Sahuc bivouaquait avec sa troupe, ou était dans une maison, comment il a été surpris. S'il n'était pas bivouaqué et qu'il fût dans une maison, faites-le arrêter et conduire à Paris ». À l'annonce de la victoire du vice-roi à Raab, il réitère ses critiques à l'égard du général : « on m'assure que le général [Sahuc] ne s'est pas bien comporté à la bataille ; voilà la seconde fois que cela lui arrive. Il faudrait renvoyer cet officier chez lui ; il paraît qu'il en a assez de la guerre ». Finalement, dans une lettre à Eugène datée du 27 juin 1809, Napoléon conclut laconiquement : 

« Le général Sahuc s'est mal comporté en Italie, où il m'a laissé prendre le 35e. Il s'est mal comporté à la bataille de Raab, où je vois, par votre relation, qu'il a laissé un régiment charger seul, tandis qu'il en avait quatre pour le soutenir. Mon intention est qu'il soit renvoyé en France. »